# Lianzhou
Lianzhou (连州 ; pinyin : Liánzhōu, autrefois Linchow) est une ville de la province chinoise du Guangdong. C'est une ville-district placée sous la juridiction de la ville-préfecture de Qingyuan.

## Démographie
La population du district était de 501 005 habitants en 1999.

## Personnalités
- Louis Versiglia, missionnaire mort assassiné dans les environs en 1930

## Photographie
- Festival international de photographie de Lianzhou[3], depuis 2008, fondatrice et directrice : Duan Yuting.
- Lianzhou Museum of Photography, musée de photographie contemporaine, inauguré le 2 décembre 2017, Duan Yuting et François Cheval, architectes : Jianxiang He et Ying Jiang[4].